# ハインリッヒの法則
ハインリッヒの法則（ハインリッヒのほうそく、英: Heinrich's law）は、労働災害における経験則の一つである。1つの重大事故の背後には29の軽微な事故があり、その背景には300の異常（ヒヤリ・ハット）が存在するというもの。「ハインリッヒの災害トライアングル定理」または「傷害四角錐」とも呼ばれる。

## 概要

一件の大きな事故・災害の裏には、29件の軽微な事故・災害、そして300件のヒヤリ・ハット（事故には至らなかったもののヒヤリとした、ハッとした事例）があるとされる。重大災害の防止のためには、事故や災害の発生が予測されたヒヤリ・ハットの段階で対処していくことが必要である。危険予知訓練なども参照のこと。

法則名はこの法則を導き出したハーバート・ウィリアム・ハインリッヒに由来している。彼がアメリカの損害保険会社にて技術・調査部の副部長をしていた1929年11月19日に出版された論文が法則の初出である。

## 分析
- 人間の不安全行動と機械的物理的不安全状態が原因の災害のうち98%は予防可能である[2]
- 人間の不安全行動（88%）は、機械的物理的不安全状態（10%）の約9倍の頻度で出現している[2]

なお、ハインリッヒのいう「災害」の定義は、
である。
上記の法則から、
- 教訓1 災害を防げば傷害はなくなる[3]。
- 教訓2 不安全行動と不安全状態をなくせば、災害も傷害もなくなる[3]。（職場の環境面の安全点検整備、特に、労働者の適正な採用、研修、監督、それらの経営者の責任をも言及している）[4][5]。

という教訓を導き出した。
この法則は、日本の国鉄（現・JRグループ）にも影響を与え、「330運動」（要素の合計が330であることから）と称する運動が国鉄時代に存在した（現在同じように現場において実行されているかは公表されていない）。

### 災害防止のバイブル
1931年に初版が発行されたIndustrial Accident Prevention - A Scientific Approachは、「災害防止のバイブル」としてNASAを初め数多くの著作物等に引用されたことから、ハインリッヒは「災害防止のグランドファーザー（祖父）」と呼ばれるようになる。
同書はその後ほぼ半世紀にわたって4回改訂された。なお、第5版のみ副題がA Safety Management approachで、Dan Peterson & Nestor Rossの2人による増補が行われている。
なお、E.R.グラニスの協力による1959年の第4版改訂から問題の重点に変化があり、労働者個人の問題から社会環境の問題へとシフトされた。たとえば「家系及び社会環境」から「管理不足」へ、「人的欠陥」から「材料・設備・作業環境・人員の不良」へ、などである。
労働者側に不利な見解に偏った理由として、本書執筆当時のアメリカ合衆国の社会的・歴史的な制約が挙げられる。
- アメリカの労働災害補償制度は、大半を民間保険会社に依存していた。
  - 1980年の第5版出版時のデータでも州と連邦プログラムによる給付が30%という状況にある。
- 初版刊行時の1930年前半は、「過失責任制」と「使用者責任保険」から「労働者集団保険」から無過失責任法理を採る「労働災害補償法」への移行期にあった。
  - 「過失責任制」は弁護士と保険会社の腐敗で批判を浴びていた。「使用者責任保険」はコモンロー上のいくつかの免除規定いわゆる「聖ならざる三位一体」の抗弁が存在した。
  - 「寄与過失」[被害者側の注意義務違反の場合]、「危険引き受け」[被害者側が危険性を前もって知っていた場合]、「フェロー・サーバント・ルール」[コモン・インプロイメント・ルールとも。共同雇用の準則；同僚・上司・部下が起こした過失は、雇用者は賠償の責任を免れる。]。詳しくは「コモン・ロー」の項目参照。
- 1935年に施行された「社会保障法」（1929年10月24日の暗黒の木曜日以後、1933年3月4日フランクリン・デラノ・ルーズヴェルト大統領就任で、積極的な経済労働政策改革＝ニューディールを断行する。）成立前夜で保険会社の倒産と労災保険料の高騰が社会問題化していた。

他に、当時の科学・技術分野や労働運動分野の諸側面をも反映していることは明らかである。

### アメリカでの例
初版発行直前の国際労働災害統計を見ると、合理化による労働強化により、ヨーロッパや日本など他の先進工業国では労働災害は増えているのに、アメリカだけが減っている。その調査の数年前（1913年のF.L.ホフマンの推計値）では、炭鉱業でも鉄道業でも英国の約2倍かそれ以上の労災大国であったにもかかわらずである。つまり、労働安全協会等の努力を考慮に入れても逆行しているので、労働側やILOなどの批判をかわすために改竄・捏造された疑いがあることが指摘されている。
しかし細かく見ていくと、ある自動車工場4つの調査では、4年間に災害頻度率・災害強度率が各々4%、22%増加しているし、繊維工業でも2年間で各々2%、32%増加しているというデータが残っている。ハインリッヒがどの時期の何の業種についてのデータ何件かというデータをほとんど残していないのもその辺の事情が関係している可能性が高い。

## 日本国内への導入
日本国内へは、前述のIndustrial Accident Prevention - A Scientific Approachの邦訳により紹介された。同書の邦訳には、
- 三村起一監修『災害防止の科学的研究』日本安全衛生協会 1951年（昭和26年）
- ハインリッヒ研究会編訳『ハインリッヒの事故防止』 1956年（昭和31年）
- 井上威恭監修『ハインリッヒ産業災害防止論』海文堂出版 1982年（昭和57年）

がある。
「災害防止の科学的研究」の出版後、同協会から「安全衛生必携」('52)、「安全衛生指導集」、「安全衛生教育カード」等が次々と出版され、メーカーやゼネコンや関係団体の発行する「職長（安全）手帳」等に「安全の基礎知識」の必須項目として取り上げられた。
しかし記述内容は、労働者の安全行動面や単に1:29:300の比の値に矮小化され、企業の合理化や施設・設備等に対する安全対策費の皺寄せ等の問題が棚上げされた問題点があった。
1999年（平成11年）から航空輸送技術研究センター管理運営の航空安全情報ネットワーク、ASI-NETが航空各社のインシデントつまり事故になる寸前の予兆＝インシデントを収集・分析して航空機の未然事故防止のために役立てている。
他にも、かつて科学技術振興機構 (JST) が運営していた（現在は畑村創造工学研究所に移管）「失敗知識データベース」（16カテゴリー約1,100余件）や、失敗学会・安全工学会・日本人間工学会・日本認知心理学会・日本信頼性学会等の地道な研究・啓蒙活動も繰り広げられ、更に相当数の医療機関が医療ミス根絶のために縦割りの垣根を取っ払ってインシデント収集・分析して、対策を練り上げている（IRS: Incidennt Reporting SystemまたはIRAS: Incident Report Analyzing System）。

## その後の研究
ハインリッヒの法則はその後他の研究者がより多くの事例を分析して新たな結果を出している。その中で有名なものに以下のものが存在する。
バードの法則
Frank E. Bird Jr.による法則。1969年に発表され、アメリカの21業種297社1,753,498件のデータから導き出されている。ニアミス600:物損事故30:軽傷事故10:重大事故1、の比が成り立つと主張する。
タイ=ピアソンの結果
1974年、1975年にイギリスの保険会社のデータ約100万件からTyeおよびPearsonにより導き出された結果である。ニアミス400:物損事故80:応急処置を施した事故50:軽中傷事故3:重大事故1、の比が成り立つと主張する。
上記の法則などを発展させたものが「保険料率表」の根拠になっている。ただし、この比率は、業種や国や時代によって、変わるものである。

## その後の「ハインリッヒの法則」の再評価
その後の「ハインリッヒの法則」の再評価（現在の価値とその結論の適用可能性を精査し、調査）は、以下のように行われている。
1. ハインリッヒの88-10-2の比率[8]については、88-10-2の比率を開発するためにハインリッヒが使用したデータ収集と分析方法は裏付けが取れず、危険な行為が労働災害の第一の原因であるというハインリッヒの前提は維持できない。安全コミュニティの多くは、事故（インシデント（アクシデントより軽微なもの））の割合が高いと考えており、おそらく80％から90％は行動の原因に起因し、残りは設備や施設に関連していると考えられているが、原因のこの二分法は有用ではなく、実際には有害である（88-10-2の比率に振り回されてはいけない）ことを認識している。これらの比率で表される神話は、安全の実践から外され、安全専門家によって積極的に反論されなければならないと述べている。
2. ハインリッヒの300-29-1の比率[9]については、300-29-1の比率の使用は厄介で、比率は根拠の無いものであるため、比率に本質があるかどうかを尋ねなければならない。より重大な傷害を減らす機会を無視しながら、安全管理システムのベースとして300-29-1の比率を使用することは、頻繁で重大でない傷害に資源の集中をもたらすだろうかと疑問を呈している。また、著者の経験では、重傷を負う多くの事故（インシデント）は、多面的かつ複雑な因果関係のある独特な出来事であり、さらに、すべてのハザードには危害に対する同等の可能性が無いこと、いくつかのリスクは他のリスクよりも重要であることを指摘し、したがって、安全専門家は利用可能な資源の使用を優先する必要があると述べている。
3. 間接及び直接事故（アクシデント）コスト[10]については、間接コスト率と直接コスト率に関する文献は、一律に受け入れられる計算方法を提示していないこと、様々なシステムの違いはかなりあるということ、さらに重要なのは、直接コスト（損害または病気による補償及び医療費）の増加が、過去数年間実質的に間接コストの増加を上回っているため、現在公表されている比率は公表されていないということ、スタンフォードの調査の更新は、間接コストと直接的な事故コストの比率が約0.8：1であることを示していること、その比率は近似値であり、1対1の比率を使用する安全専門家は、その正確さに合理的に自信を持っていると述べている。また、著者は裏付けるデータがない比率を使用しないことを勧めている。隠されたコストは非常に現実的だが、実証することは非常に困難であり、保険会社の社員が間接コストは直接的な事故コストの4倍に達すると経営陣に任意に言うと、保険料の算定根拠についての問題に発展する。経営陣が証拠を求めた場合、「ハインリッヒはそう言った」としか言えない。経営者はファンタジーではなく、事実を求めている（間接コストと直接的な事故コストの比率が4：1であるという、Heinrichの4-1の比率を裏付ける証拠はない）。証明がなければ、隠されたコストは幻想になる。また、著者は安全実践者が間接コストと直接コストの比率である場合、使用する比率を裏付ける証拠が必要で、スタンフォードの調査をベースとして、更新された計算を見積もりとして使用できるとも述べている。しかし、これは間接コストと直接的な事故（アクシデント）コストの比率に関する賢明かつ最新のデータを開発するための研究が必要な問題であると結んでいる。

## その他
- ラジオ番組『爆笑問題カーボーイ』（TBSラジオ）で「ハインリッヒの法則」というコーナーが放送されており、そのコーナーに寄せられたネタを収録した『爆笑問題のハインリッヒの法則 世の中すべて300対29対1の法則で動いている』（2003年、祥伝社、ISBN 978-4396500726）が出版された。内容は世の中の事柄を「300:29:1」で表したもので、労働災害とは関係ないが、「ハインリッヒの法則」の存在を広めたことを評価され、2003年には爆笑問題がNPO法人日本リスクマネジャー&コンサルタント協会から「リスクコンサルタントオブザイヤー特別賞」を贈られた。
- 近年では、失敗学で知られる畑村洋太郎の著作や発言を通じてハインリッヒの法則を知るものも多い[要出典]。

## 関連書籍
- 航空法調査研究会編 『航空におけるINCIDENT REPORTING SYSTEMに関する総合的研究：航空機の運航をめぐって』 有斐閣、1988年
- 航空法調査研究会編 『航空法務研究』 (Vol. 23～28、Vol. 29～37)「複雑大規模システムにおける事故防止(I)(II)」 有斐閣、1995年
- 林知己夫 『林知己夫著作集4 現象をさぐる：データの科学』 勉誠出版、2004年
- 宮城雅子 「INCIDENT REPORTING SYSTEMについての試行的研究」、『航空法務研究』(Vol. 16-17) 有斐閣、1986年
- 宮城雅子 『大事件の予兆をさぐる：事故へ至る道筋を断つために』 講談社、1998年